# Petr Ginz
Petr Ginz (Praga, 1º febbraio 1928 – Birkenau, 28 settembre 1944) è stato un ragazzo ceco di padre ebreo, precocissimo autore di racconti, illustrazioni e scritti, vittima dell'Olocausto. A Praga scrive un Diario nel quale racconta del rapido acuirsi delle persecuzioni razziali durante la seconda guerra mondiale. Deportato nel 1942 a Terezín, vi fonda e dirige il settimanale culturale Vedem. Muore assassinato ad Auschwitz in uno degli ultimi trasporti che vi giungono nel settembre 1944.

## Biografia

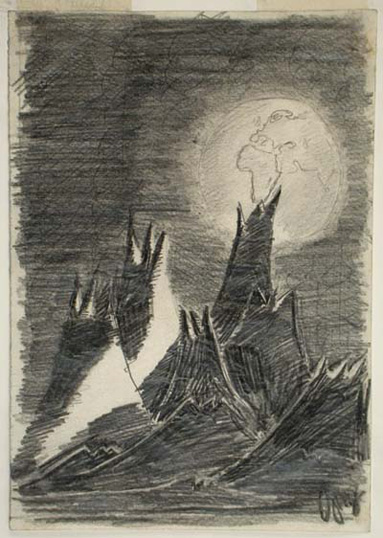
"La terra vista dalla luna", Illustrazione di Petr Ginz ispirata a Jules Verne

Petr Ginz nasce a Praga nel 1928. Il padre (Otto Ginz) era responsabile del reparto di esportazione di una società tessile di Praga. La madre (Marie Dolanská) lo aveva conosciuto ad un congresso di esperanto, lingua nella quale entrambi avevano raggiunto una conoscenza molto approfondita. Contagiato dall'interesse dei genitori, anche Petr crescerà praticamente bilingue (ceco/esperanto), e con una passione per l’apprendimento di ogni lingua.
Petr frequenta le scuole ebraiche e rivela un precocissimo talento per la letteratura e le arti. Tra gli 8 e i 14 anni scrive 5 racconti nello stile di Jules Verne, del quale era grande ammiratore: Da Praga alla Cina, Il mago dei monti Altay, Attorno al mondo in un secondo e Una visita dalla preistoria ("Návštěva z pravěku"), l'unico di cui si sia conservato il testo.
Le rigide leggi razziali del Terzo Reich imponevano che i figli di matrimoni misti cresciuti nella tradizione ebraica dovessero essere deportati in un campo di concentramento all'età di 14 anni. Così il 24 ottobre 1942 il giovane Petr fu condotto al Campo di concentramento di Theresienstadt (Terezín), un campo che i nazisti presentarono all'opinione pubblica mondiale come modello ideale della loro politica di riallocazione della popolazione ebraica ma che servì solo come anticamera alla morte per l’80% dei suoi residenti.
A Terezín si viveva in una parvenza di normalità. Ai bambini non era concesso di frequentare la scuola, ma le attività ricreative e artistiche erano tollerate, grazie anche alla concentrazione di intellettuali presenti nel campo.
Con altri ragazzi della sua età, Petr dette vita ad un settimanale clandestino di cultura, Vedem ("Avanguardie") che per due anni fu pubblicato regolarmente a Terezín. Oltre a svolgere il ruolo di editore in capo, Petr vi scrisse numerosi articoli che spaziano dalla letteratura, all'arte, alla sociologia. Petr raccolse anche interviste sulla vita nel campo e ne descrisse la struttura e gli edifici. Il settimanale Vadem di cui si sono conservate circa 700 pagine è una delle più straordinarie produzioni letterarie di Terezín. Tra le migliaia di bambini di Terezín, Ginz è, assieme a Honza Treichlinger, il piccolo protagonista dell'opera Brundibar, e al giovane poeta Hanuš Hachenburg, quello che ha il maggior impatto nella vita sociale e culturale del campo-ghetto.
Lo spirito del gruppo è ben sintetizzato in un brano tratto da uno degli articoli pubblicato da Petr su Vadem:
“Ci hanno strappati dal terreno fertile del lavoro, della gioia, della cultura che doveva nutrire la nostra gioventù. Lo fanno con un solo scopo: distruggerci non fisicamente, ma spiritualmente e moralmente. Otterranno il loro scopo? Mai! Privati delle nostre vecchie fonti di cultura, ne creeremo di nuove. Separati dalle nostre vecchie sorgenti di gioia, creeremo per noi una gioiosamente radiante vita nuova.
Solo una quindicina tra il centinaia di ragazzi che contribuirono alla stesura del settimanale sopravvissero allo sterminio. Anche Petr fu incluso in uno degli ultimi trasporti per Auschwitz, dove fu assassinato nelle camera a gas il 28 settembre 1944.

## Il diario
Dal settembre 1941 all’agosto 1942, Petr scrisse un diario della sua vita a Praga nel periodo immediatamente precedente al suo arrivo a Terezín, uno dei rari esempi di testimonianza diretta sulla esperienza degli ebrei durante l’Olocausto, comparabile a quelli di Mary Berg, Anna Frank o Moshe Flinker. Per quanto all’epoca Petr avesse solo 13 anni, mostra una straordinaria maturità e consapevolezza della situazione. Nel diario Petr registra con chiarezza e puntualità l’impatto che le misure anti-ebraiche hanno sulla popolazione civile, così come il crescendo di violenza e di paura generata dalla violenza subita. Si parla dei primi trasporti verso i campi di concentramento e delle esecuzioni sommarie. Al tempo stesso il diario è l’espressione di un ragazzo pieno di vita e di interessi culturali, che già si diletta nello scrivere racconti e poesie, ha una chiaro talento per il disegno e uno spiccato senso dell’umorismo. Nella prima pagina del diario, datata 19 settembre 1941, scrive l'autore: "Oggi è nebbioso! Hanno appena introdotto un segno speciale di riconoscimento per gli ebrei" - segue un disegno di una stella di David. "Sulla strada per scuola ho contato 69 sceriffi ", aggiunge, riferendosi a persone che indossano la stella. Poche pagine successive, Ginz racconta le pene degli ebrei di Praga in una lunga e ironica poesia.
A Terezin Petr si concentrò sulla attività letteraria con il settimanale Vedem e non tenne un vero e proprio diario personale, se non una serie di note di impegni culturali su cui concentrare il proprio tempo e la propria attenzione. Per avere un quadro più dettagliato della vita quotidiana nel ghetto bisogna fare riferimento al diario redatto dalla sua sorellina, Eva, anch'essa giunta a Terezin nell'estate 1944. Il diario di Eva contiene continui riferimenti alla vita e alle attività del fratello maggiore fino alla sua deportazione ad Auschwitz. Particolarmente rilevante è la cronaca degli ultimi mesi convulsi della vita del ghetto quando l'arrivo dei reduci delle marce della morte svelò le atrocità dei campi di sterminio, la gassazione dei bambini e degli anziani, lo sfruttamento del lavoro coatto. Eva interruppe il diario al ritorno a Praga nel maggio 1945, sperando di potervi aggiungere la notizia del ritorno del fratello, attesa che rimarrà delusa.

### La pubblicazione

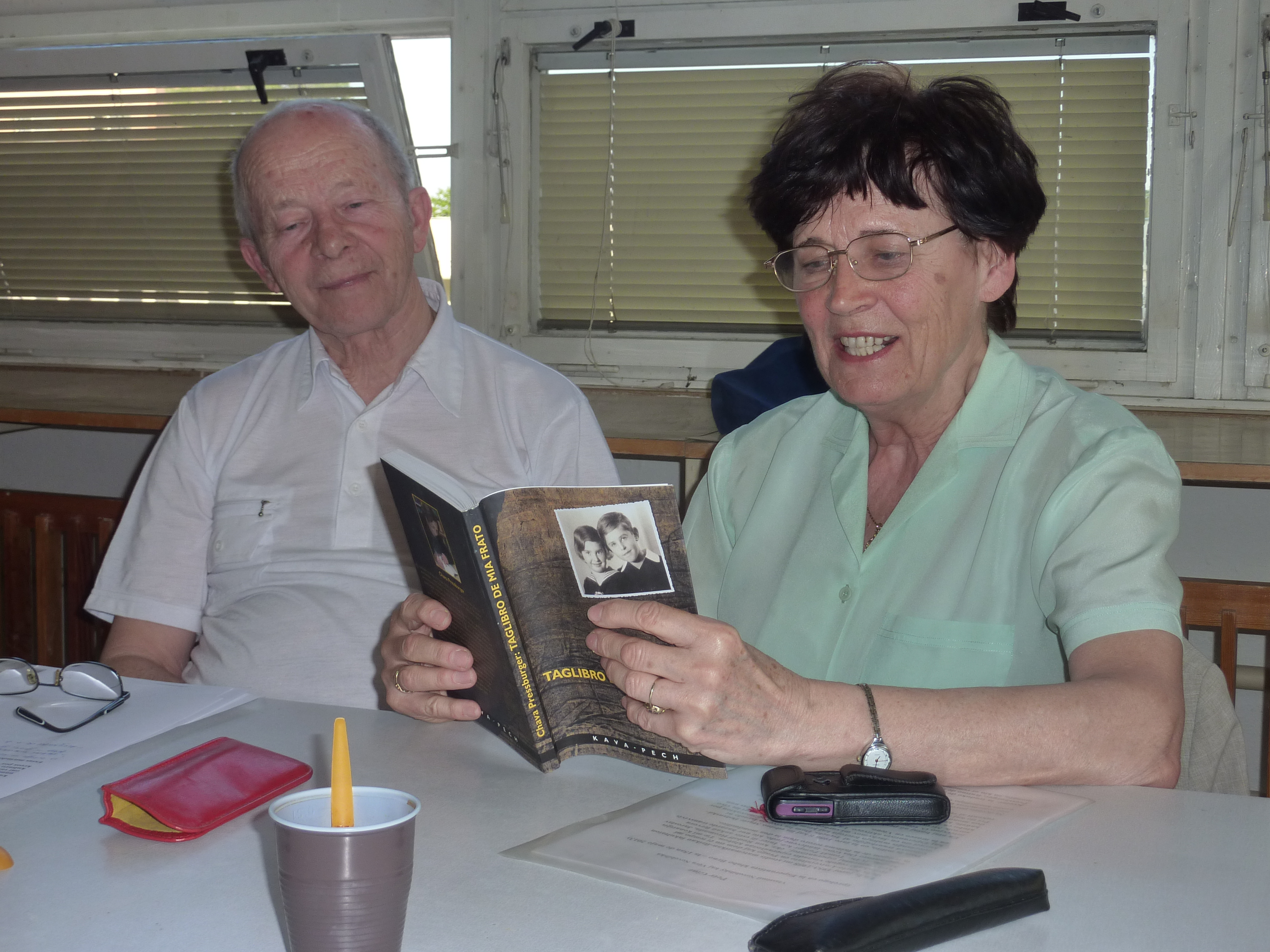
Presentazione dell'edizione in esperanto del Diario di Petr Ginz

Poco prima che Petr partisse per Auschwitz anche la sorella Eva e il padre giunsero a Terezin. Entrambi sopravvissero allo sterminio. Dopo pochi anni Eva e i genitori lasciarono Praga in tutta fretta come rifugiati. Il diario di Petr rimase in una scatola per decenni dimenticata nell'attico di una casa di amici, dove fu casualmente rinvenuto e preservato dai nuovi proprietari dell’abitazione.
Nel 2003, l’astronauta israeliano Ilan Ramon, la cui madre era sopravvissuta a Auschwitz, volle portare con sé la copia di un disegno di Petr nella tragica spedizione della Space Shuttle Columbia, disintegratosi al suo rientro a terra. La notorietà del disegno (una fantasia ispirata a Verne raffigurante “la terra vista dalla luna”) riaccese i riflettori sulla figura e l’opera di Petr Ginz sia a Praga (dove un francobollo commemorativo fu dedicato a Petr e al suo disegno) sia a livello internazionale. Resisi conto dell’importanza del materiale nell'attico, i proprietari contattarono l’Istituto Yad Vashem e ne negoziarono la vendita. Tornati in mano alla sorella, gli scritti di Petr furono da lei pubblicati a Praga nel 2004. Ne seguirono subito numerose tradizioni in svariate lingue, incluso l’italiano.
A Petr Ginz è stato intitolato anche un asteroide (50413 Petrginz), scoperto il 27 febbraio 2000, e dedicato un documentario, The Last Flight of Petr Ginz, prodotto per la televisione americana e presentato in anteprima al Warsaw Jewish Film Festival nel 2012.

### Edizioni
- Deník mého bratra (testo originale ceco), Prague: Trigon, 2004.
  - Taglibro de mia frato (trad. in esperanto di Věra Novobilská), Dobřichovice: KAVA-PECH, 2005.
  - Praags dagboek: 1941-1942 (trad. in lingua olandese di Ed Frank), Amsterdam: Ambo/Anthos; Antwerpen: Standaard, 2006
  - Prager Tagebuch: 1941-1942 (trad. in lingua tedesca di Eva Profousová), Berlin: Berlin Verlag, 2006.
  - Il diario di Petr Ginz (trad. in lingua italiana di Anna Maria Perissutti), Milano: Frassinelli, 2006.
  - Diario de Praga, 1941-1942 (trad. in lingua spagnola di Fernando Valenzuela), Barcelona: Acantilado, 2006.
  - Bátyám naplója (trad. in lingua ungherese di Vörös István), Budapest: Palatinus, 2006.
  - プラハ日記 (trad. in lingua giapponese di Kiyomi Hirano e Sachiko Hayashi), Tōkyō : Heibonsha, 2006.
  - Diari de Praga, 1941-1942 (trad. in lingua catalana di Kepa Huarte), Barcelona: Quaderns Crema, 2006.
  - Petr Ginz dagbok, 1941-1942 (trad. in lingua svedese di Tora Hedin e Mattnias Göthe), Stockholm: Albert Bonniers, 2006.
  - The Diary of Petr Ginz, 1941-42 (trad. In lingua inglese di Elena Lappin), New York: Grove Press, 2007.
  - Yomano shel Peter Ginz 1941-1942 (traduzione in lingua ebraica), Jerusalem: Yad Vashem, 2008.
  - Journal, 1942-1944: suivi des Écrits de Terezín, 1942-1944 (trad. in lingua francese di Barbora Faure), Paris: Ed. du Seuil, 2010

### Adattamenti cinematografici
- The Last Flight of Petr Ginz, documentario, regia di Sandra Dickson e Churchill Roberts (2012)